# 가브릴로프얌
가브릴로프얌(러시아어: Гаври́лов-Я́м)은 러시아 야로슬라블주에 있는 도시로 1938년에 공식 지정된 도시다. 가브릴로프얌스키군의 중심지이다. 인구는 19,105명(2002년)이다. 코토로슬강(볼가강의 지류)에 접해 있고 야로슬라블에서 46 km 떨어져 있다. 1872년에 철도역이 세워졌다. 1545년에 지어졌다.